# Peerless Dublin Ltd
Peerless Dublin Ltd was een poging van Bernie Rodgers om zijn Peerless sportwagen te redden.
De originele Peerless, geïntroduceerd in 1957, was een sportwagen die vrij langzaam was, met een top van slechts 170. Al in 1959 kwam er een tweede versie, die stijver was, uit. De firma kwam in 1960 in financiële problemen en Rodgers verhuisde naar Ierland om het daar opnieuw te proberen.
Ondanks een andere motor, die een hogere top had, strandde ook deze poging en in 1965 werd de firma geliquideerd.